# Guido Gozzano
Guido Gustavo Gozzano, (ur. 19 grudnia 1883 w Turynie, zmarły 9 sierpnia 1916) – włoski poeta i prozaik. Był przedstawicielem kierunku określanego mianem crepuscolarismo, charakteryzującego się nostalgiczną nastrojowością i oszczędnym stylem. Jego najbardziej znanym dziełem jest tomik I colloqui, wydany w roku 1911. Poeta posługiwał się dystychem, tercyną i meandrem.

## Twórczość

### Poezja
- La via del rifugio (1907)
- I colloqui (1911)
- Tutte le poesie (pod redakcją A. Rocca, opatrzone wstępem przez M. Guglielminetti; 1980. Zawiera wszystkie wiersze Guido Gozzano)

### Proza
- I tre talismani (1914)
- La principessa si sposa. Fiabe (1918)
- Verso la cuna del mondo. Lettere dall'India (1912-1913) (ze wstępem G.A. Borgese, 1917, pierwsze wydanie)
- L'altare del passato (1918)
- L'ultima traccia (1919)
- Primavere romantiche (1924)
- La moneta seminata e altri scritti con un saggio di varianti e una scelta di documenti (F. Antonicelli, red.; 1968)
- Verso la Cuna del mondo - Lettere dall'India (Flaminio di Biagi, red., z posłowiem Giorgio Bàrberi Squarotti, 2005; pierwsze kompletne wydanie)

### Listy
- Lettere d'amore di Guido Gozzano e Amalia Guglielminetti (S. Asciamprener, red., 1951)
- Lettere a Carlo Vallini con altri inediti (Giorgio Di Rienzo, red., 1971)